# Erich Obermayer
Erich Obermayer (ur. 23 stycznia 1953 w Wiedniu) – austriacki piłkarz grający na pozycji środkowego obrońcy.

## Kariera klubowa
Pierwszym klubem Obermayera w karierze był FC Wiedeń. Następnie rozpoczął treningi w Austrii Wiedeń, a w 1971 roku awansował do kadry pierwszego zespołu, prowadzonego wówczas przez Heinricha Müllera. W sezonie 1971/1972 zadebiutował w austriackiej Bundeslidze, a od sezonu 1973/1974 był podstawowym zawodnikiem Austrii. W 1972 roku został z Austrią wicemistrzem kraju, a w 1974 roku zdobył pierwszy w karierze Puchar Austrii. Swój pierwszy tytuł mistrza kraju wywalczył w 1976 roku, a w swojej karierze zdobywał go jeszcze siedmiokrotnie w latach 1978, 1979, 1980, 1981, 1984, 1985 i 1986. Czterokrotnie wygrywał puchar kraju w latach 1977, 1980, 1982 i 1986 i tyle samo razy wywalczył wicemistrzostwo Austrii (1982, 1983, 1987, 1988). W 1978 roku wystąpił z Austrią w przegranym 0:4 finale Pucharu Zdobywców Pucharów z Anderlechtem. Karierę piłkarską zakończył w 1989 roku w wieku 36 lat. W zespole Austrii rozegrał 544 ligowe spotkania i zdobył 15 goli.
| Sezon   | Klub           | Kraj    | Rozgrywki  | Mecze | Bramki |
| ------- | -------------- | ------- | ---------- | ----- | ------ |
| 1971/72 | Austria Wiedeń | Austria | Bundesliga | 9     | 0      |
| 1972/73 | Austria Wiedeń | Austria | Bundesliga | 19    | 0      |
| 1973/74 | Austria Wiedeń | Austria | Bundesliga | 32    | 0      |
| 1974/75 | Austria Wiedeń | Austria | Bundesliga | 33    | 0      |
| 1975/76 | Austria Wiedeń | Austria | Bundesliga | 36    | 0      |
| 1976/77 | Austria Wiedeń | Austria | Bundesliga | 32    | 1      |
| 1977/78 | Austria Wiedeń | Austria | Bundesliga | 35    | 1      |
| 1978/79 | Austria Wiedeń | Austria | Bundesliga | 36    | 0      |
| 1979/80 | Austria Wiedeń | Austria | Bundesliga | 28    | 2      |
| 1980/81 | Austria Wiedeń | Austria | Bundesliga | 29    | 2      |
| 1981/82 | Austria Wiedeń | Austria | Bundesliga | 36    | 1      |
| 1982/83 | Austria Wiedeń | Austria | Bundesliga | 30    | 1      |
| 1983/84 | Austria Wiedeń | Austria | Bundesliga | 16    | 1      |
| 1984/85 | Austria Wiedeń | Austria | Bundesliga | 30    | 1      |
| 1985/86 | Austria Wiedeń | Austria | Bundesliga | 36    | 3      |
| 1986/87 | Austria Wiedeń | Austria | Bundesliga | 35    | 0      |
| 1987/88 | Austria Wiedeń | Austria | Bundesliga | 36    | 1      |
| 1988/89 | Austria Wiedeń | Austria | Bundesliga | 36    | 1      |

## Kariera reprezentacyjna
W reprezentacji Austrii Obermayer zadebiutował 2 kwietnia 1975 w zremisowanym 0:0 spotkaniu eliminacji do Euro 76 z Węgrami. W 1978 roku został powołany przez selekcjonera Helmuta Senekowitscha do kadry na Mistrzostwa Świata w Argentynie. Na tym turnieju rozegrał 6 spotkań: z Hiszpanią (2:1), ze Szwecją (1:0), z Brazylią (0:1), z Holandią (1:5 i gol w 80. minucie), z Włochami (0:1) i z RFN (3:2). Z kolei w 1982 roku był w kadrze Austrii na Mundialu w Hiszpanii. Na tym turnieju był kapitanem zespołu i zagrał w 5 meczach: z Chile (1:0), z Algierią (2:0), z RFN (0:1), z Francją (0:1) i z Irlandią Północną (2:2). Od 1975 do 1985 roku rozegrał w kadrze narodowej 50 meczów i strzelił jednego gola.